# Township (Canadá)
O termo township geralmente significa que o distrito ou área é associada a uma vila. No entanto, em alguns sistemas nenhuma vila precisa estar envolvida. O uso específico do termo para descrever as subdivisões políticas variou por país, geralmente para descrever um governo local, rural ou semi-rurais dentro do próprio condado.
No leste da Canadá, um township é uma forma de subdivisão de um governo local. No Francês canadense, é chamado de canton

## Costa atlântica do Canadá
A colônia histórica de Nova Escócia (atual Nova Escócia, New Brunswick, e Ilha do Príncipe Eduardo) usa o termo township como uma subdivisão dos condados. No caso da Ilha do Príncipe Eduardo, o levantamento colonial de 1764 estabeleceu 67 townships, conhecido como lotes, e 3 royalties, que foram agrupadas em paróquias, e portanto, em condados; as townships foram geográfica e politicamente o mesmo. Em New Brunswick, paróquias ter tomado posse como a subdivisão atual dos condados, enquanto que hoje em dia usa os distritos de Nova Escócia, onde apropriado.

## Ontário
Em Ontário, há townships tanto geográficos e políticos. A maioria de Ontário subdivide-se em townships geográficos, com exceção da área pouco povoada ao norte, novamente são geográficos e políticos. Estes são usados principalmente para fins geográficos, tais como levantamento topográfico, exploração de recursos naturais e rastreamento de tais fenômenos incêndios florestais ou tornados.
Uma township política é uma municipalidade incorporada que consiste em um ou mais townships geográficos como uma entidade única com uma única administração municipal, geralmente consistindo de uma ou mais comunidades que não são incorporadas por várias razões. Muitas vezes rural condados são subdivididos em townships. Em alguns lugares, geralmente se o township está em um condado e não em uma municipalidade  regional (ou região), o chefe de uma township política é chamado de reeve, não um prefeito. No entanto, esta distinção está mudando, já que muitos townships rurais estão substituindo o título de reeve por prefeito para reduzir a confusão. Alguns townships mantêm ambos os títulos e designam prefeito como o chefe do conselho municipal e usam o título reeve para denotar o representante para o nível superior (geralmente condado) conselho. 
O termo "township geográfico" também é usado em referência a antigos townships políticos que foram abolidos ou substituídos como parte da reestruturação do governo municipal.

## Quebec
Em Quebec, townships são chamados cantões e também pode ser político e geográfico, semelhante ao Ontário, embora o uso geográfico seja agora muito limitado ou não seja usado de todo. Eles foram introduzidos após a conquista britânica principalmente como uma unidade de levantamento. Eles foram designados e cobrem a maior parte do território não atribuído em Quebec Oriental e o que hoje é conhecido como o Townships Oriental, e mais tarde usado no levantamento das regiões  Outaouais e Saguenay-Lac-Saint-Jean. Townships muitas vezes serviu como base territorial para novas municipalidades, mas as municipalidades township não são diferentes de outros tipos como as municipalidades paroquiais ou de aldeias.

## Canadá Ocidental
Nas províncias da pradaria e partes de Colúmbia Britânica, uma township é uma divisão do Pesquisa de terra do domínio. Townships são (na maioria das vezes) 6 milha (9.7 km) por 6 milhas quadradas - cerca de 36 milhas quadradas (95 km2) na área. Esses townships não são unidades políticas (embora as fronteiras políticas geralmente sigam os limites dos townships), mas existem apenas para definir parcelas de terra de uma maneira relativamente simples. Townships são divididos em 36 milhas iguais (1,6 km) por parcelas de 1 milha quadrada conhecidas como seções. Consulte o artigo sobre a Dominion Land Survey para mais detalhes sobre a numeração de seções e a subdivisão adicional de parcelas de terra. Atualmente, uma unidade política chamada municipalidade rural em geral é de 3 townships por 3 townships em tamanho, ou 18 quilômetros - cerca de 324 milhas (839.16 km2)
Três municípios na Columbia Britânica, Langley, Esquimalt e Spallumcheen, têm "Township" em seus nomes oficiais, mas legalmente detêm o status de municipalidades de distrito.